# Сюзен Кіффер
Сюзен Елізабет Вернер Кіффер (англ. Susan Elizabeth Werner Kieffer; народилася 17 листопада 1942, Воррен, штат Пенсільванія, США) — американська геологиня, спеціалістка з геофізичної гідродинаміки. Емерит-професорка ІллІнойського університету в Урбана-Шампейні (з 2013 року), членкиня Національної АН США (1986) і Американського філософського товариства (2014).
Удостоєна медалі Пенроуза Геологічного товариства Америки (2014). Лауреатка стипендії Мак-Артура (1995).

## Біографія
Закінчила Аллегейні-коледж (бакалавр фізики/математики з відзнакою з фізики, 1964).
У Каліфорнійському технологічному інституті отримала ступінь магістерки технічних наук (1967) і докторки філософії з планетології (1971).
З 1973 по 1979 рік асистентка-професорка геології в Каліфорнійському університеті в Лос-Анджелесі.
З 1979 по 1990 рік геологиня Геологічної служби США у Флегстаффі (Аризона).
З 1989 року професорка, з 1991 по 1993 рік регент-професорка Університету штату Аризона.
З 1993 по 1995 рік професорка і завідувачка кафедрою Університету Британської Колумбії.
У 1996 році співзасновниця канадської компанії Кіффер & Woo, Inc., в якій співпрацювала до закінчення її діяльності в 2000 році.
З 2000 року професорка геології та фізики Іллінойського університету в Урбана-Шампейн, з 2013 року емерит-професорка.
Веде блог «Geology in Motion».
Була асоційованою редакторкою American Mineralogist[en].
Авторка книги «Dynamics of Disaster» (W. W. Norton & Company, 2014).

## Громадська діяльність
У 1992 році підписала «Попередження людству».

## Нагороди та премії
- 1977 — Стипендіат Слоуна
- 1982 — Відзначена Distinguished Alumnus Award Калтеха
- 1982 — Почесна докторка Аллегейни-коледжу
- 1989 — Премія Спендіарова — єдина жінка отримала цю премію[5].
- 2017 — Marcus Milling Legendary Geoscientist Medal від American Geosciences Institute[en][6].

## Членство в організаціях
- 1981 — Мінералогічне товариство Америки
- 1982 — Геологічне товариство Америки
- 1985 — Американський геофізичний союз
- 1988 — Американська академія мистецтв і наук.